# Eusaundersiops inortatus
Eusaundersiops inortatus är en tvåvingeart som först beskrevs av Ignaz Rudolph Schiner 1868.  Eusaundersiops inortatus ingår i släktet Eusaundersiops och familjen parasitflugor. Inga underarter finns listade i Catalogue of Life.